# Eleonore Maria Anna von Löwenstein-Wertheim
Eleonore Maria Anna, Gräfin zu Löwenstein-Wertheim-Rochefort (* 1686; † 22. Februar 1753 in Rotenburg an der Fulda) war verheiratet mit Landgraf Ernst II. Leopold von Hessen-Rotenburg.

## Leben
Eleonore Maria Anna war eine Tochter des Fürsten Maximilian Carl zu Löwenstein-Wertheim-Rochefort (1656–1718), und dessen Frau Polyxena Maria, geb. Gräfin Khuen von Lichtenberg und Belasi (1658–1712).
Maria Anna von Löwenstein-Wertheim heiratete am 9. November 1704 in Frankfurt am Main den Landgrafen Ernst Leopold von Hessen-Rotenburg (1684–1749). Als Landgräfin hatte Eleonore hohen Einfluss am Hofe, den sie an der Seite des Landgrafen und Tochter des Fürsten und Kaiserlichen Geheimen Rats und Kämmerers in Wien ausübte. 

## Nachkommen
Aus ihrer Ehe hatte sie vier Söhne und sechs Töchter:
- Joseph (1705–1744) ⚭ 1726 Prinzessin Christine zu Salm-Neufville (1707–1775); er wurde Schwiegervater des französischen Marschalls Charles de Rohan, prince de Soubise
- Polyxena Christina Johannetta (1706–1735) ⚭ 1724 König Karl Emanuel III. von Sardinien
- Wilhelmine Magdalene (1707–1708)
- Wilhelm (* und † 1708)
- Sophie (1709–1711)
- Alexander (1710–1739), gefallen in der Schlacht bei Grocka
- Eleonora Philippina (1712–1759, ⚭ 1731 Pfalzgraf Johann Christian zu Sulzbach)
- Caroline (1714–1741,⚭ 1728 Prince Louis IV. Henri de Condé)
- Konstantin (1716–1778, Landgraf von Hessen-Rheinfels-Rotenburg)
- Christine (1717–1778) ⚭ 1740 Prinz Louis Victor von Savoyen-Carignan (1721–1778); beide sind Urgroßeltern des Königs Karl Albert von Sardinien